# Baek Kyu-jung
Baek Kyu-jung of Kyu Jung Baek (Koreaans: 백규정; Zuid-Korea, 15 oktober 1995) is een Zuid-Koreaanse golfprofessional. Ze debuteerde in 2013 op de LPGA of Korea Tour.

## Loopbaan
In eind 2013 werd Baek een golfprofessional en debuteerde ze op de LPGA of Korea Tour. In april 2014 behaalde ze daar haar eerste profzege door de Nexen Saint Nine Masters te winnen. In oktober behaalde ze haar vierde zege op die door het LPGA KEB-HanaBank Championship, dat tevens meetelt voor de LPGA Tour.

## Prestaties
LPGA Tour
| Nr. | Datum           | Toernooi                       | Score           | Score | Info                                                  |
| --- | --------------- | ------------------------------ | --------------- | ----- | ----------------------------------------------------- |
| 1   | 19 oktober 2014 | LPGA KEB-HanaBank Championship | 74-69-68-67=278 | –10   | Won de play-off van Chun In-gee en Brittany Lincicome |

LPGA of Korea Tour
| Nr. | Datum             | Toernooi                                  | Score           | Score | Info                                                  |
| --- | ----------------- | ----------------------------------------- | --------------- | ----- | ----------------------------------------------------- |
| 1   | 27 april 2014     | Nexen Saint Nine Masters                  | 67-71-69=207    | –9    | Eerste profzege                                       |
| 2   | 8 juni 2014       | Lotte Cantata Women's Open                | 64-65-69=198    | –18   |                                                       |
| 3   | 21 september 2014 | MetLife Korea Economic KLPGA Championship | 68-70-73-67=278 | –10   | Won de play-off van Hong Ran                          |
| 4   | 19 oktober 2014   | LPGA KEB-HanaBank Championship            | 74-69-68-67=278 | –10   | Won de play-off van Chun In-gee en Brittany Lincicome |

## Teamcompetities
Amateur
- Espirito Santo Trophy ( KOR): 2012 (winnaars)